# Týr
Týr es una banda feroesa de metal formada en Copenhague en 1998 y posteriormente establecida en Tórshavn. Sus canciones están compuestas en inglés, danés y feroés, el idioma local del archipiélago.

## Historia
Týr comenzó su andadura en enero de 1998, cuando Heri Joensen se encontró con su viejo compañero Kári Streymoy en Copenhague, la capital de Dinamarca. Joensen le propuso volver a tocar juntos, aunque Streymoy rechazó la oferta en un primer momento, para aceptarla poco después. El nombre de la banda viene de Tyr (escrito Týr en nórdico antiguo), el dios de la guerra en la mitología nórdica.
Pronto se les unió otro compañero del pasado, el bajista Gunnar H. Thomsen y comenzaron a tocar música inspirada por las canciones tradicionales feroesas, así como con influencias de Iron Maiden, Dream Theater y la antigua mitología nórdica. Su primer acuerdo comercial fue con la discográfica Tutl, radicada en las Islas Feroe, pero a principios de 2006 dejaron Tutl por un contrato internacional con la austriaca Napalm Records, líder en distribución de bandas de metal extremo. Con su disco Land (2008) enfocan su música desde una perspectiva mucho más cercana al pagan y al viking metal. En mayo de 2009 lanzaron su álbum By The Light Of The Northern Star, un disco que siguió la temática de anteriores entregas. Además, comenzaron a añadir influencias del power metal, que se ven aún más desarrolladas en su siguiente disco, The Lay of Thrym.
En septiembre de 2012 firmaron un contrato con la discográfica Metal Blade Records. En septiembre de 2013 lanzaron su último álbum hasta la fecha, Valkyrja, en el que además añadieron como extra un cover de la canción «Where Eagles Dare» de Iron Maiden y otro de la canción «Cemetery Gates» de Pantera. Durante la grabación del álbum, las partes de batería fueron hechas por George Kollias, del grupo Nile, ya que su anterior batería, Kári Streymoy, abandonó la banda en mayo de 2013, justo antes de la grabación del álbum. Amazon incluyó el álbum entre los mejores del año 2013. También ha sido votado como uno de los mejores discos del año en Sputnikmusic y Metal Storm y ha recibido el premio de «3.er mejor lanzamiento internacional del año» en los Danish Heavy Metal Awards (los premios daneses del heavy metal) de 2013, entre otros galardones.

## Miembros

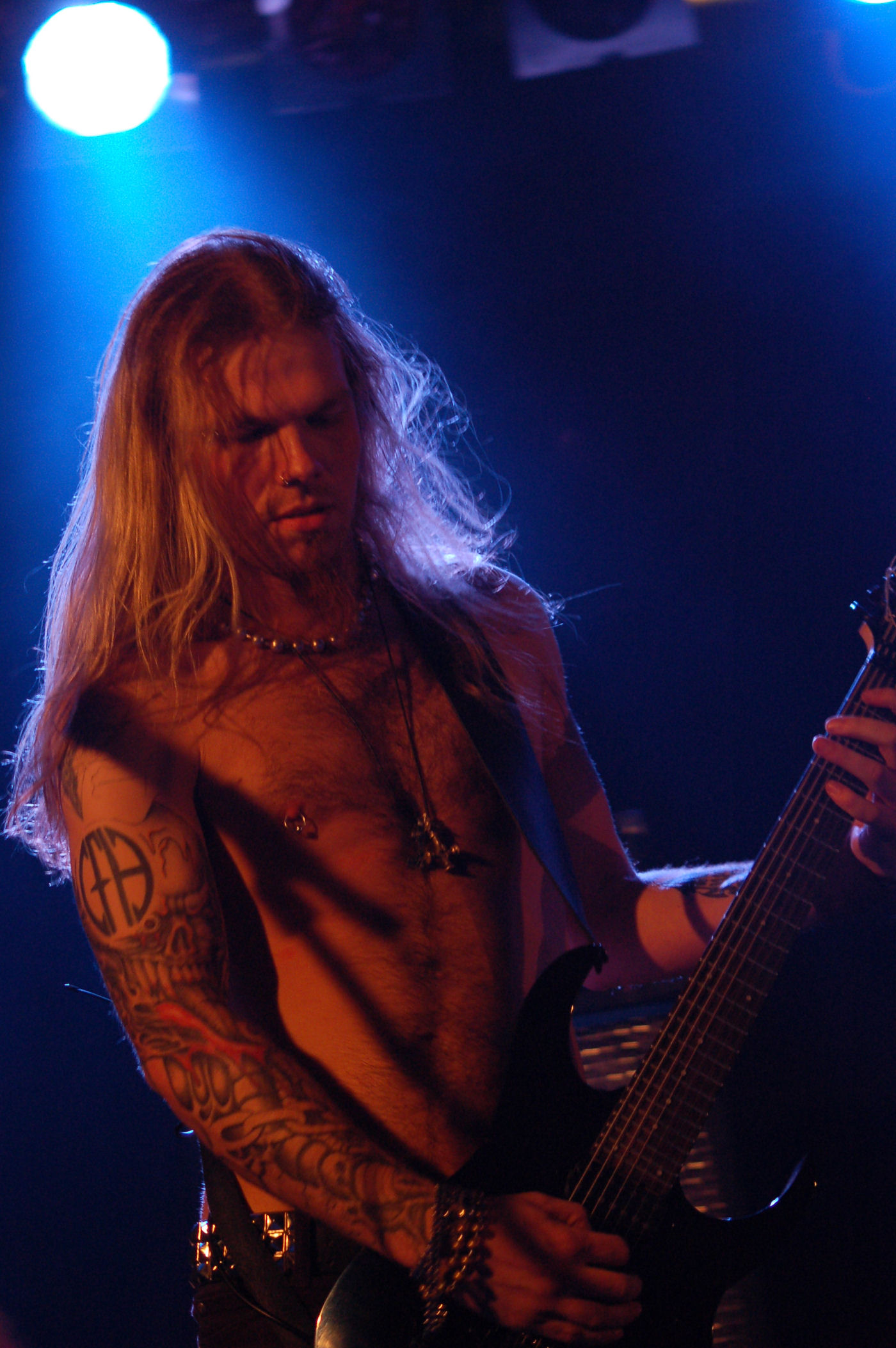
El guitarrista Terji Skibenæs, durante el festival Metalmania, en 2007.

Con el paso de los años, diversos miembros han dejado la banda, a la vez que se han incorporado otros nuevos. El cantante Pól Arni Holm y el guitarrista Jón Joensen, hermano del vocalista Heri Joensen, formaron parte de la banda mientras grababan How Far To Asgaard, pero abandonaron el grupo poco después de la publicación del álbum en 2002.
Terji Skibenæs se unió al grupo en 2002, tras la marcha de Jón Joensen. Allan Streymoy, hermano del exbatería Kári Streymoy, tomó el relevo como cantante durante un corto período de tiempo que aprovecharon para publicar su sencillo «Ólavur Riddararós». Tras la marcha de Allan Streymoy, Heri Joensen volvió a ser el vocalista principal, y con esta formación se grabó su disco Eric The Red en 2003.
Terji Skibenæs dejó la banda en 2003, tras la publicación de Eric The Red. Týr continuó durante ese momento como un trío hasta el verano de 2004, cuando se unió el islandés Ottó P. Arnarson, quien poco después abandonó el grupo. En 2004 Terji Skibenæs volvió y se reincorporó a la banda, que se mantuvo con la misma formación (Heri Joensen, Terji Skibenæs, Gunnar H. Thomsen y Kári Streymoy) durante nueve años, hasta mayo de 2013.
En mayo de 2013 el batería Kári Streymoy abandonó el grupo, afirmando que llevaba varios años sufriendo dolores por una lesión de espalda. Fue reemplazado por el batería Amon Djurhuus Ellingsgaard, quien ya había tocado con la banda en varios conciertos sustituyendo a Kári Streymoy cuando este se lesionó la espalda en 2008. Amon Djurhuus Ellingsgaard volvió a tocar con la banda durante su gira europea en septiembre/octubre de 2013, y en diciembre de 2013 fue anunciado oficialmente como el nuevo batería permanente de Týr.

### Miembros actuales
- Heri Joensen - vocalista y guitarrista
- Terji Skibenæs - guitarrista
- Gunnar H. Thomsen - bajista
- Tadeusz Rieckmann - batería

### Miembros anteriores
- Kári Streymoy - batería
- Jón Joensen - vocalista y guitarrista
- Pól Arni Holm - vocalista
- Allan Streymoy - vocalista
- Ottó P. Arnarson - guitarrista

## Discografía

### Álbumes de estudio
- How Far to Asgaard (2002)
- Eric the Red (2003)
- Ragnarok (2006)
- Land (2008)
- By the Light of the Northern Star (2009)
- The Lay of Thrym (2011)
- Valkyrja (2013)
- Hel (2019)

### Sencillos
- Týr Demo (EP, 2000)
- Ólavur Riddararós (2002)